# Hidrauličko frakturiranje
Hidrauličko frakturiranje (енгл. hydraulic fracturing or fracking) je postupak drobljenja stijene uz pomoć hidrauličke tečnosti pod vrlo visokim pritiskom.
Voda je pomiješana sa pijeskom i hemikalijama te se ubrizgava pod visokim pritiskom u bušotinu. To rezultira malim pukotinama (obično manje od 1 mm), kroz koje teku prirodni gas, nafta i druge materije (uključujući uranovu rudu). Kada se ukloni hidraulički pritisak, mali fragmenti pijeska ili aluminijeva oksida održavaju pukotine otvorenima. Ova tehnika se koristi za vađenje zaostalog gasa, gasa iz škriljca, ili u slojevima ugljena.
Prvi eksperimenti hidrauličkoga frakturiranja potiču početkom 1947. godine, a u komercijalne svrhe dvije godine kasnije 1949. Džordž P. Mišel smatra se ocem hidrauličkoga frakturiranja jer je našao učinkovite metode frakturiranja škriljca u 1990ih. Hidrauličko frakturiranje dovelo je do otvaranja oko 2,5 miliona novih radnih mjesta u naftnim i gasnim bušotinama.
Zagovornici ove metode tvrde da se fragmentacijom može doći do nedostupnih velikih količina ugljikovodika (fosilna goriva). Protivnici tvrde da hidrauličko frakturiranje prouzrokuje zagađenje vode, kvalitete vazduha, ispuštanje opasnih hemikalija te čak da izazva potrese.
Metoda se obilno koristi u SAD-u, dok u EU, npr. Njemačkoj, izaziva veliko protivljenje.